# Ematuria
L'ematuria (pronuncia corretta: /emaˈturja/; pronuncia accettabile: /ematuˈria/) è la presenza di sangue nelle urine.
Si parla di macroematuria se il quantitativo di sangue eliminato è tale da modificare il colore delle urine, che assumono un aspetto francamente rosso o marrone, "a lavatura di carne", "color coca-cola" o "color tè carico" a seconda della quantità di sangue presente. Invece se il quantitativo di sangue eliminato è modesto e non modifica il colore delle urine si parla di microematuria. Quest'ultima si diagnostica solo con un esame delle urine, effettuabile con le strisce reattive o con l'esame microscopico del sedimento urinario dopo centrifugazione. In quest'ultimo caso per parlare di microematuria è necessaria la presenza di almeno 3 globuli rossi per campo microscopico all'ingrandimento di 40X.

## Cause di ematuria
Il sanguinamento può avvenire in qualsiasi parte dell'apparato urinario. Le cause di ematuria sono pertanto molteplici e le manifestazioni possono essere diverse a seconda che si tratti di:
- sanguinamento renale
- sanguinamento pelvico/ureterale
- sanguinamento vescicale
- sanguinamento prostatico
- sanguinamento uretrale

### Sanguinamento renale
I globuli rossi possono provenire dai glomeruli renali. In questo caso essi subiscono delle modificazioni durante il passaggio nei tubuli renali e all'esame microscopico del sedimento urinario essi risulteranno essere globuli rossi mal conservati. In tal caso si parla di ematuria glomerulare ed essa è di norma conseguenza di un danno glomerulare o di una glomerulonefrite. I globuli rossi provenienti dal rene possono aggregarsi e formare dei cilindri ematici patognomonici (cioè caratteristici) di ematuria glomerulare e quindi di glomerulonefrite. La diagnosi si pone in base all'anamnesi che rileva le caratteristiche del sanguinamento, alla ecografia renale, che esclude altre cause, alle caratteristiche dei globuli rossi all'esame microscopico del sedimento urinario. Una diagnosi più approfondita richiede la biopsia renale.
La presenza di macroematuria glomerulare è un sintomo da considerare accuratamente in quanto può essere segno di attivazione di una glomerulonefrite che può sfociare in insufficienza renale acuta ed altri sintomi gravi.
Più raramente il sanguinamento renale è causato dalla rottura di una cisti. Ciò accade specie nei soggetti affetti da rene policistico e, seppur raramente, il sanguinamento in tal casi può essere molto abbondante. Il sanguinamento renale può anche essere dovuto a un tumore renale. In questo caso l'ematuria è spesso microscopica.
Una rara causa di sanguinamento renale è la necrosi papillare, cioè la necrosi di una delle papille renali. Le cause più frequenti di necrosi papilare sono l'abuso di farmaci analgesici e l'anemia drepanocitica, detta anche drepanocitosi o anemia a cellule falciformi.
Nei casi di rottura di cisti, tumore renale e necrosi papillare, i globuli rossi non subiscono modificazioni durante il passaggio attraverso i tubuli renali e pertanto saranno di norma visibili al microscopio come globuli rossi ben conservati.
Esistono altre cause rare di ematuria di provenienza renale. Fra questa la sindrome dello schiaccianoci (nutcracker syndrome). In questa condizione, malformativa e frequentemente benigna, la vena renale sinistra viene "schiacciata" fra l'aorta addominale e la arteria mesenterica superiore. L'aspetto dei vasi alla arteriografia, con un po' di fantasia, può ricordare uno schiaccianoci. La diagnosi si sospetta con l'ecografia renale e si conferma con la venografia o con la Angio-Risonanza Magnetica Nucleare (angio RMN) addominale. Solo in rari casi questa sindrome si associa ad ematurie frequenti, dolori lombari e, a volte, proteinuria: in tali casi la terapia è chirurgica
La Loin pain-hematuria syndrome è una sindrome caratterizzata da microematuria o a volte macroematuria con globuli rossi mal conservati e dolori al fianco (di norma all'angolo costo-vertebrale). Essa è tipica delle donne giovani e le cause sono ignote. La diagnosi è per lo più per esclusione di altre patologie.
L'ipercalciuria (cioè l'eccessiva eliminazione di calcio con le urine) e l'iperuricosuria (cioè l'eccessiva eliminazione di acido urico con le urine) possono causare una micorematuria di provenienza renale, ma con globuli rossi ben conservati. La diagnosi si pone con il dosaggio del calcio o dell'acido urico nelle urine emesse nelle 24 ore, dopo aver escluso altre patologie con appropriate indagini.

### Sanguinamento pelvico e ureterale
Il più delle volte esso è dovuto a un calcolo. Se il calcolo è nella pelvi renale può non dare alcun sintomo, anche se di grandi dimensioni, ma il suo attrito con la parete pelvica spesso determina piccole perdite di sangue evidenziabili come microematuria, o più raramente, con episodi di macroematuria senza dolori colici. Se invece il calcolo si impegna nell'uretere di norma compare il dolore tipico della colica renale e questo può associarsi a micro o macroematuria dovuta alla lesione della parete ureterale da parte del calcolo. Se il calcolo ostruisce l'uretere in maniera completa il dolore e l'ematuria possono cessare in quanto l'urina non defluisce dal rene "ostruito" dal calcolo. Questa condizione, a volte insidiosa, può essere evidenziata con una ecografia renale, di norma è necessario completare le indagini con una urografia o una uroTAC.
Ematuria pelvica od ureterale può essere dovuta a tumori della pelvi o dell'uretere, che tuttavia sono relativamente rari.

### Sanguinamento vescicale
La maggior parte delle ematurie originano dalla vescica, specie nelle donne e nelle persone anziane. Poiché le ematurie vescicali possono comportare la formazione di coaguli eliminati durante la minzione, una ematuria con coaguli orienta la diagnosi verso un sanguinamento vescicale.
Fra le cause di sanguinamento vescicale la più frequente è la cistite, di solito dovuta a infezione batterica (soprattutto nel sesso femminile e nelle donne giovani). Esistono tuttavia altre cause di cistite e fra tutte la più importante è la sindrome della cistite interstiziale. Seguono le cistiti da farmaci e da radiazioni.
Nella cistite all'ematuria possono associarsi stranguria (minzione dolorosa), disuria (minzione lenta e difficile), pollachiuria (necessità di urinare frequentemente anche piccoli volumi di urina) e a volte minzione imperiosa e incontinenza vescicale. La diagnosi si pone con l'esame delle urine e l'urinocoltura che consente una terapia antibiotica mirata.
Segue come frequenza la presenza di neoformazioni vescicali, benigne polipo o papilloma o maligne. La loro frequenza aumenta con l'età ed è maggiore nel sesso maschile. La diagnosi si pone con l'ecografia vescicale cui segue di norma la cistoscopia finalizzata anche al prelievo bioptico che consente una più definita diagnosi del tipo di lesione. L'esame citologico delle urine può orientare la diagnosi.
Più rara la calcolosi vescicale, più frequente nei pazienti che non svuotano correttamente la vescica per iperplasia prostatica o per danni neurologici. Il calcolo presente in vescica può accrescersi notevolmente e determinare sanguinamento per lesioni alle pareti. Anche in questo caso la diagnosi si effettua con l'ecografia vescicale. Successivamente una cistoscopia consente la rimozione del calcolo.

### Sanguinamento prostatico
Il sanguinamento prostatico può essere dovuto a prostatiti, iperplasia prostatica benigna e neoplasie della prostata. Nel primo caso si associa a dolore o senso di peso pelvico. La diagnosi si pone con l'esplorazione rettale e l'ecografia, che oltre che con la tradizionale tecnica transaddominale, per un maggiore approfondimento diagnostico può essere eseguita con particolari sonde rettali. Può anche verificarsi, in genere in maniera transitoria, dopo interventi di embolizzazione prostatica (PAE, Prostatic Artery Embolization).

### Sanguinamento uretrale
È dovuto ad uretriti o a stenosi dell'uretra ed è pressoché esclusivo del sesso maschile. Molto rari i tumori dell'uretra. La diagnosi si pone con una uretrografia (radiografia dell'uretra con mezzo di contrasto preventivamente iniettato in vescica)

## Ematuria da sforzo
La presenza di microematuria dopo esercizio fisico è una condizione frequente e assolutamente benigna. Le cause non sono del tutto note. In alcuni casi, ad esempio quando essa si manifesta dopo la corsa o bicicletta, può essere dovuta ai ripetuti traumi sul rene (ematuria traumatica) o sulla vescica. Ma essa può manifestarsi anche dopo esercizi non traumatici, come dopo il nuoto. All'esame delle urine i globuli rossi appaiono ben conservati. La condizione recede spontaneamente dopo un periodo variabile da pochi giorni ad una settimana.
In caso di macroematuria vanno escluse altre cause di ematuria e, soprattutto, è preliminarmente importante che si confermi con un esame urine che il colore rosso delle urine è dovuto ai globuli rossi escludendo con questo le emoglobinurie dovute a lesioni muscolari o a deficit di enzimi muscolari, e le cosiddette emoglobinurie da marcia. (vedi diagnosi differenziale)

## Diagnosi
È sempre necessario rivolgersi ad un medico che accerterà che si tratta di ematuria (con un esame delle urine) e potrà programmare gli esami successivi. L'età ed il sesso del paziente orientano verso particolari diagnosi, tuttavia come per ogni malattia il primo elemento è l'anamnesi.